# Udinese Calcio 1998-1999
Questa voce raccoglie le informazioni riguardanti l'Udinese Calcio nelle competizioni ufficiali della stagione 1998-1999.

## Stagione
Prima dell'avvio della stagione 1998-99 Francesco Guidolin, reduce dall'ottima esperienza fatta a Vicenza, dove ha conquistato la Coppa Italia, ha preso il posto lasciato vacante da Alberto Zaccheroni. In campionato i friulani si piazzano sesti a pari merito con la Juventus, i risultati del doppio spareggio, (0-0) al Friuli e (1-1) al Delle Alpi di Torino, ha fruttato per l'Udinese la qualificazione alle coppe europee. Lo scudetto ha premiato il Milan davanti a Lazio e Fiorentina. A Udine le cessioni eccellenti di Oliver Bierhoff e Thomas Helveg al Milan fanno cassa, mantenendo comunque i bianconeri tra le migliori squadre del campionato, in lotta per il terzo posto fino alla penultima giornata, sconfitti (1-2) dal Perugia al Friuli. La terza qualificazione in Coppa UEFA viene conquistata anche, grazie alle 22 reti del brasiliano Marcio Amoroso, così come accaduto nel precedente campionato, è stato un attaccante udinese a vincere la palma di capocannoniere del massimo torneo, la scorsa stagione è toccato a Oliver Bierhoff, in questa a Marcio Amoroso. 
Si è conclusa subito nei trentaduesimi di finale, l'esperienza in Coppa UEFA dei friulani per mano dei tedeschi del Bayer Leverkusen, che hanno imposto il pari ad Udine (1-1) e vinto (1-0) al BayArena. Nella Coppa Italia l'Udinese supera i sedicesimi sconfiggendo il Gualdo nel doppio confronto, poi negli ottavi supera il Vicenza, mentre nei quarti lascia il torneo, eliminata dal Parma.

## Rosa

Il brasiliano Márcio Amoroso, alla sua ultima stagione a Udine, è capocannoniere del campionato con 22 gol.

| N. |                        | Ruolo | Calciatore                   |
| -- | ---------------------- | ----- | ---------------------------- |
| 1  | Italia (bandiera)      | P     | Luigi Turci                  |
| 12 | Paesi Bassi (bandiera) | P     | Harald Wapenaar              |
| 17 | Italia (bandiera)      | P     | Alessandro Leopizzi          |
| 4  | Italia (bandiera)      | D     | Valerio Bertotto             |
| 5  | Italia (bandiera)      | D     | Alessandro Calori (capitano) |
| 32 | Italia (bandiera)      | D     | Daniele Chiarini             |
| 25 | Italia (bandiera)      | D     | Gilberto D'Ignazio Pulpito   |
| 8  | Ghana (bandiera)       | D     | Mohammed Gargo               |
| 13 | Belgio (bandiera)      | D     | Régis Genaux                 |
| 34 | Brasile (bandiera)     | D     | Jorginho Paulista            |
| 28 | Italia (bandiera)      | D     | Morris Molinari              |
| 2  | Argentina (bandiera)   | D     | Mauro Navas                  |
| 23 | Italia (bandiera)      | D     | Alessandro Pierini           |
| 15 | Italia (bandiera)      | D     | Marco Zanchi                 |
|    | Togo (bandiera)        | D     | Massamasso Tchangai          |
| 20 | Ghana (bandiera)       | C     | Stephen Appiah               |
| 26 | Italia (bandiera)      | C     | Jonathan Bachini             |
| 24 | Italia (bandiera)      | C     | Maurizio Bedin               |

| N. |                        | Ruolo | Calciatore            |
| -- | ---------------------- | ----- | --------------------- |
| 21 | Danimarca (bandiera)   | C     | Morten Bisgaard       |
|    | Italia (bandiera)      | C     | Andrea Chiopris Gori  |
| 16 | Italia (bandiera)      | C     | Giuliano Giannichedda |
| 19 | Danimarca (bandiera)   | C     | Martin Jørgensen      |
|    | Italia (bandiera)      | C     | Vito Lasalandra       |
| 10 | Italia (bandiera)      | C     | Tomas Locatelli       |
| 27 | Paesi Bassi (bandiera) | C     | Eli Louhenapessy      |
| 3  | Argentina (bandiera)   | C     | Mauricio Pineda       |
| 18 | Paesi Bassi (bandiera) | C     | Henry van der Vegt    |
| 6  | Belgio (bandiera)      | C     | Johan Walem           |
| 7  | Brasile (bandiera)     | A     | Márcio Amoroso        |
| 31 | Italia (bandiera)      | A     | Lorenzo Bedin         |
| 14 | Egitto (bandiera)      | A     | Hazem Emam            |
| 31 | Svezia (bandiera)      | A     | Patrik Fredholm       |
| 22 | Italia (bandiera)      | A     | Denis Godeas          |
| 11 | Italia (bandiera)      | A     | Paolo Poggi           |
| 9  | Argentina (bandiera)   | A     | Roberto Sosa          |

## Risultati

### Serie A

#### Girone di andata
| Arbitro: | Messina (Bergamo) |

|                            |           |                                  |
| Bachini 15’ M. Amoroso 41’ | Marcatori | 32’ (aut.) Bertotto 36’ Montella |

| Arbitro: | Bazzoli (Merano) |

|                      |           |                                      |
| Kolyvanov 62’ (rig.) | Marcatori | 14’, 43’ (rig.) M. Amoroso 84’ Walem |

| Arbitro: | Trentalange (Torino) |

|                   |           |  |
| M. Amoroso 4’, 7’ | Marcatori |  |

| Arbitro: | Braschi (Prato) |

|             |           |  |
| Edmundo 92’ | Marcatori |  |

| Arbitro: | Bettin (Padova) |

|             |           |             |
| Spinesi 92’ | Marcatori | 69’ Pierini |

| Arbitro: | Braschi (Prato) |

|                       |           |             |
| M. Amoroso 37’ (rig.) | Marcatori | 57’ Schwoch |

| Arbitro: | Messina (Bergamo) |

|                                                         |           |  |
| Di Francesco 44’ Totti 52’, 72’ (rig.) Paulo Sergio 62’ | Marcatori |  |

| Arbitro: | Cesari (Genova) |

|                      |           |                           |
| Bachini 65’ Sosa 94’ | Marcatori | 44’ Zidane 50’ F. Inzaghi |

| Arbitro: | Borriello (Mantova) |

|                                       |           |                |
| Crespo 3’, 37’, 65’ (rig.) Stanic 86’ | Marcatori | 35’ M. Amoroso |

| Arbitro: | Bettin (Padova) |

|           |           |  |
| Poggi 40’ | Marcatori |  |

| Arbitro: | Bolognino (Milano) |

|                            |           |              |
| Bachini 33’ M. Amoroso 64’ | Marcatori | 87’ De Patre |

| Arbitro: | Collina (Viareggio) |

|                                    |           |  |
| Weah 22’ Leonardo 39’ Bierhoff 61’ | Marcatori |  |

| Arbitro: | Messina (Bergamo) |

|  |           |             |
|  | Marcatori | 87’ Ronaldo |

| Arbitro: | Tombolini (Ancona) |

|                               |           |              |
| R. Mancini 17’ Salas 55’, 94’ | Marcatori | 5’ Locatelli |

| Arbitro: | De Santis (Tivoli) |

|                         |           |               |
| Sosa 42’ M. Amoroso 75’ | Marcatori | 7’ Ambrosetti |

| Arbitro: | Ceccarini (Livorno) |

|            |           |                                     |
| Nakata 67’ | Marcatori | 21’ Pierini 40’ M. Amoroso 90’ Sosa |

| Udine 17 gennaio 1999 17ª giornata | Udinese            | 0 – 0 referto | Empoli | Stadio Friuli\| Arbitro: \| Tombolini (Ancona) \| |
| Arbitro:                           | Tombolini (Ancona) |               |        |                                                   |

#### Girone di ritorno
| Arbitro: | Bettin (Padova) |

|            |           |         |
| Ortega 52’ | Marcatori | 3’ Sosa |

| Arbitro: | Cesari (Genova) |

|               |           |  |
| Sosa 14’, 74’ | Marcatori |  |

| Arbitro: | Farina (Novi Ligure) |

|                    |           |                              |
| Pierini 47’ (aut.) | Marcatori | 38’ Locatelli 46’ M. Amoroso |

| Arbitro: | Ceccarini (Livorno) |

|          |           |  |
| Sosa 80’ | Marcatori |  |

| Arbitro: | Rosetti (Torino) |

|                                           |           |  |
| Sosa 38’, 48’ M. Amoroso 64’ Bertotto 78’ | Marcatori |  |

| Arbitro: | Farina (Novi Ligure) |

|                   |           |  |
| Recoba 81’ (rig.) | Marcatori |  |

| Arbitro: | Bettin (Padova) |

|                                     |           |                  |
| Jorgensen 84’ M. Amoroso 87’ (rig.) | Marcatori | 28’ Fabio Junior |

| Arbitro: | Pellegrino (Barcellona Pozzo di Gotto) |

|                            |           |          |
| Fonseca 30’ F. Inzaghi 77’ | Marcatori | 48’ Sosa |

| Arbitro: | Treoosi (Forlì) |

|                         |           |            |
| Sosa 22’ M. Amoroso 89’ | Marcatori | 69’ Vanoli |

| Arbitro: | Bettin (Padova) |

|                                                                         |           |                                     |
| Piovani 14’ S. Inzaghi 44’ (rig.) Vierchowod 62’ Cristallini 71’ (rig.) | Marcatori | 5’ Jorgensen 9’ Bachini 36’ Pierini |

| Arbitro: | Braschi (Prato) |

|            |           |                         |
| Kallon 82’ | Marcatori | 44’ Jorgensen 61’ Walem |

| Arbitro: | Boggi (Salerno) |

|                |           |                                                  |
| M. Amoroso 58’ | Marcatori | 15’ (rig.), 37’ Boban 45’, 60’ Bierhoff 63’ Weah |

| Arbitro: | Racalbuto (Gallarate) |

|             |           |                                      |
| Zamorano 8’ | Marcatori | 11’ (rig.), 64’ M. Amoroso 87’ Poggi |

| Arbitro: | Pellegrino (Barcellona Pozzo di Gotto) |

|  |           |                                                   |
|  | Marcatori | 30’ (rig.) Mihajlovic 48’ C. Vieri 57’ R. Mancini |

| Arbitro: | Collina (Viareggio) |

|                      |           |                                      |
| Zauli 51’ Dicara 62’ | Marcatori | 36’ (rig.), 46’ M. Amoroso 60’ Walem |

| Arbitro: | Tombolini (Ancona) |

|                       |           |                   |
| M. Amoroso 63’ (rig.) | Marcatori | 26’, 46’ Petrachi |

| Arbitro: | Bolognino (Milano) |

|                  |           |                                   |
| A. Di Napoli 22’ | Marcatori | 24’ Jorgensen 53’, 64’ M. Amoroso |

#### Spareggio per l'UEFA
| Udine 28 maggio 1999 Play-off - andata | Udinese         | 0 – 0 | Juventus | Stadio Friuli\| Arbitro: \| Cesari (Genova) \| |
| Arbitro:                               | Cesari (Genova) |       |          |                                                |

| Arbitro: | Braschi (Prato) |

|                       |           |           |
| F. Inzaghi 23’ (rig.) | Marcatori | 71’ Poggi |

### Coppa Italia
| Arbitro: | Paparesta (Bari) |

|                        |           |                          |
| Micciola 66’ Bacci 69’ | Marcatori | 10’ Appiah 80’ Jørgensen |

| Arbitro: | Castellani (Verona) |

|                                         |           |  |
| Appiah 20’ M. Amoroso 25’ Sosa 34’, 51’ | Marcatori |  |

| Udine 28 ottobre 1998 Ottavi - Andata | Udinese               | 0 – 0 | Vicenza | Stadio Friuli (8 000 spett.)\| Arbitro: \| Racalbuto (Gallarate) \| |
| Arbitro:                              | Racalbuto (Gallarate) |       |         |                                                                     |

| Arbitro: | De Santis (Tivoli) |

|  |           |          |
|  | Marcatori | 66’ Sosa |

| Arbitro: | Cesari (Genova) |

|                                     |           |                      |
| Appiah 40’ M. Amoroso 46’ Navas 90’ | Marcatori | 42’ Balbo 76’ Crespo |

| Arbitro: | Collina (Viareggio) |

|                                     |           |  |
| Verón 14’ Crespo 18’, 74’ Balbo 90’ | Marcatori |  |

### Coppa UEFA
| Arbitro: | Sándor Piller |

|           |           |             |
| Walem 82’ | Marcatori | 12’ Kirsten |

| Arbitro: | Arturo Daudén Ibáñez |

|              |           |  |
| Beinlich 77’ | Marcatori |  |